# Мирослав Зброєвич
Мирослав Зброєвич (пол. Mirosław Zbrojewicz; нар. 25 лютого 1957, Варшава, Польща) — польський актор.

## Кар'єра
Відомий як актор озвучування, який подарував свій голос персонажу Літо з Гулети на прізвисько Вбивця Королів у комп'ютерних іграх «Відьмак 2: Убивці королів» та «Відьмак 3: Дикий гін» (польський дубляж). Він також відіграв невелику роль відьмака Сореля у польському серіалі 2002 року.
Крім ролей у вітчизняному кінематографі, Зброєвич мав кілька ролей у міжнародних проектах. Так, наприклад, він з'явився у фільмі «Іноземець» зі Стівеном Сігалом у головній ролі, а також виконав роль російського торговця зброєю в одному з епізодів німецького серіалу «Спецзагін Кобра 11».